# Hoploscopa persimilis
Hoploscopa persimilis is een vlinder uit de familie van de grasmotten (Crambidae), uit de onderfamilie van de Hoploscopinae. De wetenschappelijke naam van deze soort is voor het eerst gepubliceerd in 1915 door Lionel Walter Rothschild.
De voorvleugellengte is 9 millimeter.
De soort komt voor in Indonesië (Papoea).